# Тватпюрть
Тватпю́рть (рос. Тватпюрть, чув. Тăватпӳрт) — присілок у складі Красноармійського району Чувашії, Росія. Входить до складу Великошатьминського сільського поселення.
Населення — 39 осіб (2010; 51 у 2002).
Національний склад:
- чуваші — 96 %

Стара назва — Твартпюрть.